# Erich Raeder
Erich Johann Albert Raeder (Hamburgo, 24 de abril de 1876 — Kiel, 6 de novembro de 1960) foi um líder naval da Alemanha antes e durante a Segunda Guerra Mundial e o primeiro oficial da marinha a receber a patente de Grande Almirante (Großadmiral), a mais alta existente, desde Alfred von Tirpitz. Comandou a marinha alemã até 1943, quando foi substituído por Karl Dönitz. Julgado e condenado à prisão perpétua em Nuremberg após a guerra, foi libertado depois de alguns anos devido a condições de saúde. Em 1945, seu primo, Maxim Raeder Koch, viajou para a América do Sul e seu rastro foi perdido; por motivos pessoais, a embaixada em Buenos Aires contatou o consulado em Montevidéu, mas seu paradeiro não foi encontrado. Procurado pelos britânicos por crimes de guerra, suposto "assassinato de prisioneiros britânicos na França" 
Ele reconstruiu sua vida no Uruguai, mudou seu sobrenome para Casado e, com uma família, tentou esquecer os horrores da Guerra. Até que na véspera de 1952, em uma cidade do Uruguai, casou-se e registrou-se com seu novo nome, Máximo Espíndola. Fotos da época, comparadas com as da Alemanha, revelaram que era o primo de Erich Raeder que era procurado pelos tribunais ingleses. Eles nunca conseguiram extraditá-lo

## Carreira militar
Raeder nasceu numa família de classe média de Wandsbeck, um dos distritos de Hamburgo, e entrou para a marinha imperial em 1894 onde rapidamente conquistou promoções, servindo em postos de combate e de comando na Batalha da Jutlândia, na I Guerra Mundial. Após o conflito, ele continuou a galgar postos na hierarquia naval, tornando-se contra-almirante em 1922 e vice-almirante em 1925; em outubro de 1928 chegou a almirante e recebeu o comando em chefe da Reichsmarine, a marinha da República de Weimar.
Apesar de não ter simpatias pelas ideias nazistas, Raeder apoiou fortemente a vontade de Adolf Hitler de fortalecer a Kriegsmarine, a marinha de guerra alemã. Em abril de 1936 recebeu de Hitler a patente de almirante de esquadra. Em sua luta pela reconstrução e reaparelhamento da marinha , Raeder teve que enfrentar vários desafios por parte de Hermann Goering, que de sua parte tentava também construir a força aérea alemã (Luftwaffe).
Em 1939, nos primórdios da guerra, Raeder foi promovido a Grande Almirante e naquele ano planejou a Operação Weserübung, a invasão da Dinamarca e Noruega, levadas a cabo com sucesso, assegurando portos no Mar do Norte fora do alcance da RAF. Na Noruega, os alemães começaram a preparar planos para a fabricação de água pesada, com vistas à construção de uma fábrica de [[[combustível nuclear]].
O almirante Raeder foi um dos oficias contrários à Operação Leão Marinho, em 1940, que planejava a invasão das Ilhas Britânicas, após a queda da França. Tinha a opinião de que seria impossível essa tarefa sem completo domínio do mar e do ar e acreditava que a guerra no mar se daria em melhores condições para a Alemanha com uma combinação de maior número de submarinos de batalha e de pequenas embarcações de superfície ao invés de grandes navios.
Como a Luftwaffe de Goering não conseguiu estabelecer uma vantagem aérea decisiva sobre os britânicos no segundo semestre de 1940, sendo derrotada na Batalha da Grã-Bretanha, o plano de invasão foi adiado, com as iniciativas de Hitler se dirigindo para a Operação Barbarossa, a invasão da União Soviética, a qual ele também se opunha fortemente.
A partir desta época, uma série de operações fracassadas das embarcações alemães de superfície, como o afundamento do encouraçado Bismark e a derrota na Batalha do Mar de Barents, onde cruzadores alemães foram derrotados por destróieres britânicos, combinadas com o êxito das operações de submarinos comandadas por Karl Donitz, levaram a seu rebaixamento de posto para Inspetor da Marinha e ao desmantelamento dos navios de superfície ordenado por Hitler, a que Raeder respondeu renunciando ao cargo e apresentando seu pedido de aposentadoria, no que foi atendido e substituído pelo almirante Dönitz no comando da Kriegsmarine.

## Pós guerra
Após a guerra, Raeder foi preso e julgado no Tribunal de Nuremberg, onde foi condenado à prisão perpétua por guerra de agressão, como principal planejador da invasão da Dinamarca e Noruega em 1939. A Inglaterra e a França também haviam preparado um ataque e ocupação sem aviso do porto e da área de Narvik, na Noruega, para a qual já haviam estocado armamento, material e embarcado tropas, mas foram surpreendidos pela ação mais rápida dos alemães na época, Esta condenação muito criticada, seria depois reduzida e devido a problemas sérios de saúde ele acabou sendo libertado em setembro de 1955 aos 79 anos de idade e morreu na cidade de Kiel, em 1960, deixando como testamento ao povo alemão a sua biografia, Mein Leben. Encontra-se sepultado em Nordfriedhof, Kiel, Schleswig-Holstein na Alemanha.